# Garypus occultus
Garypus occultus är en spindeldjursart som beskrevs av Volker Mahnert 1982. Garypus occultus ingår i släktet Garypus och familjen gammelekklokrypare. Inga underarter finns listade i Catalogue of Life.